# FICGS
FICGS (Free Internet Correspondence Games Server) è un'organizzazione, una comunità di giocatori ed un server internazionale di scacchi per corrispondenza.
Organizza, a cadenza rapida o standard, tornei gratuiti suddivisi per livelli secondo il punteggio Elo, incontri a due giocatori e soprattutto un campionato del mondo di scacchi per corrispondenza in un grande torneo ad eliminazione diretta. Il vincitore della fase eliminatoria affronta per il titolo il campione del mondo in carica in un incontro in 12 partite.
Organizza anche eventi speciali come la Chess Freestyle Cup, la Chess Cup Championship, tornei di scacchi tematici, di Fischer Random Chess, di Big Chess, di Go e altri tornei a premi.

## Campioni del Mondo FICGS
1. Xavier Pichelin (2006 - 2008)
2. Xavier Pichelin (2007 - 2009)
3. Edward Kotlyanskiy (2007 - 2010)
4. Eros Riccio (2008 - 2011)
5. Eros Riccio (2008 - 2011)
6. Eros Riccio (2009 - 2012)
7. Eros Riccio (2009 - 2012)
8. Eros Riccio (2010 - 2013)
9. Eros Riccio (2011 - 2014)
10. Eros Riccio (2012 - 2015)
11. Eros Riccio (2013 - 2015)
12. Eros Riccio (2014 - 2016)
13. Eros Riccio (2015 - 2017)
14. Eros Riccio (2016 - 2017)
15. Eros Riccio (2016 - 2017)
16. Eros Riccio (2017 - 2018)
17. Eros Riccio (2018 - 2019)
18. Eros Riccio (2019 - 2020)
19. Eros Riccio (2019 - 2021)
20. Eros Riccio (2020 - 2021)
21. Eros Riccio (2021 - 2022)
22. Eros Riccio (2022 - 2023)
23. Eros Riccio (2023 - 2023)
24. Eros Riccio (2024 - 2024)
25. Eros Riccio (2024 - 2025)

## Vincitori della Chess Freestyle Cup
1. Eros Riccio 2007
2. David Evans 2010
3. Eros Riccio 2010
4. Alvin Alcala 2011
5. Alvin Alcala 2013

## Vincitori della Chess Cup Championship
1. Herbert Kruse 2018
2. Nelson Bernal Varela 2021
3. Timofey Denisov 2022

## Campioni del Mondo FICGS Go
1. Svante Carl von Erichsen (2007)
2. Svante Carl von Erichsen (2009)
3. Svante Carl von Erichsen (2009)
4. Svante Carl von Erichsen (2010)
5. Svante Carl von Erichsen (2011)
6. Xiao Tong (2011)
7. Xiao Tong (2012)
8. Yen-Wei Huang (2013)
9. Yen-Wei Huang (2013)
10. Yen-Wei Huang (2014)
11. Yen-Wei Huang (2015)
12. Yen-Wei Huang (2016)
13. Yen-Wei Huang (2017)
14. Yen-Wei Huang (2018)
15. Yen-Wei Huang (2019)
16. Sergey Uzdin (2019)
17. Sergey Uzdin (2020)
18. Sergey Uzdin (2020)